# Райка сардинська
Райка сардинська (Hyla sarda) — вид земноводних родини райкових (Hylidae). Один із 37 видів роду райок (Hyla). Поширений на островах Середземномор'я. Вид охороняється Директивою Європейського Союзу 92/43/ЄС «Про збереження природних оселищ та видів природної фауни і флори». Отруйна амфібія.
Райка сардинська вважалася підвидом райки деревної (Hyla arborea) до 1983 року.

## Опис

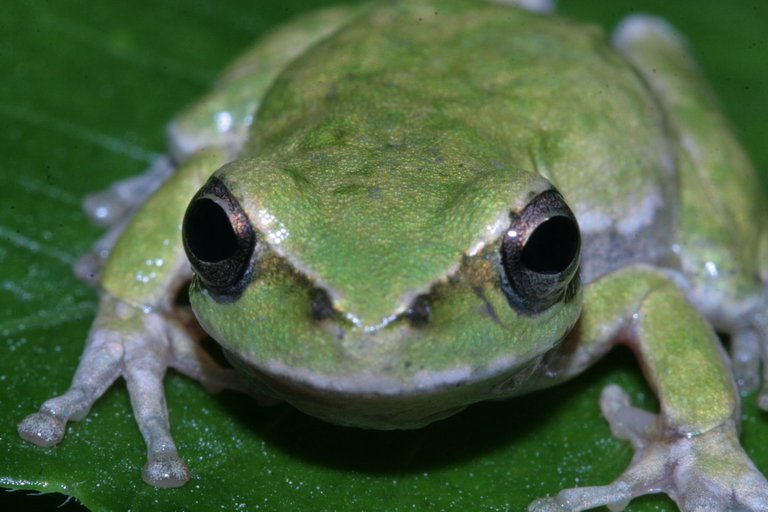

Дрібна безхвоста амфібія до 50 мм завдовжки (зазвичай 38—40 мм). Одна з найменших райок Європи. Коротка морда різко закінчується. Зіниці горизонтальні. Добре видно барабанну перетинку. Клейкі диски розвинені на всіх пальцях кінцівок. Шкіра загалом більш зерниста, кінцівки коротші та голова ширша порівняно з іншими видами райок.

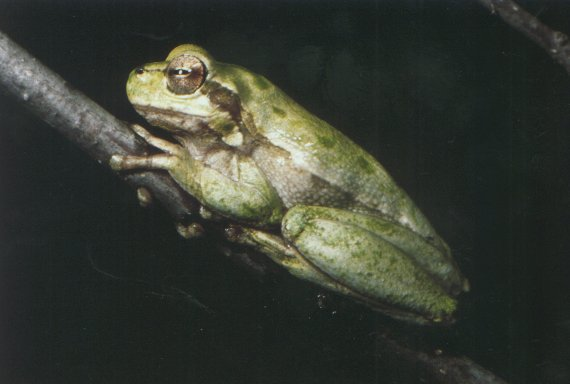
Плямиста морфа

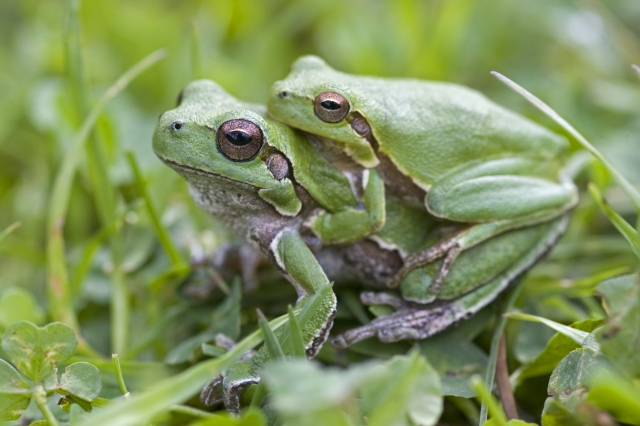
Сімейна пара (амплексус)

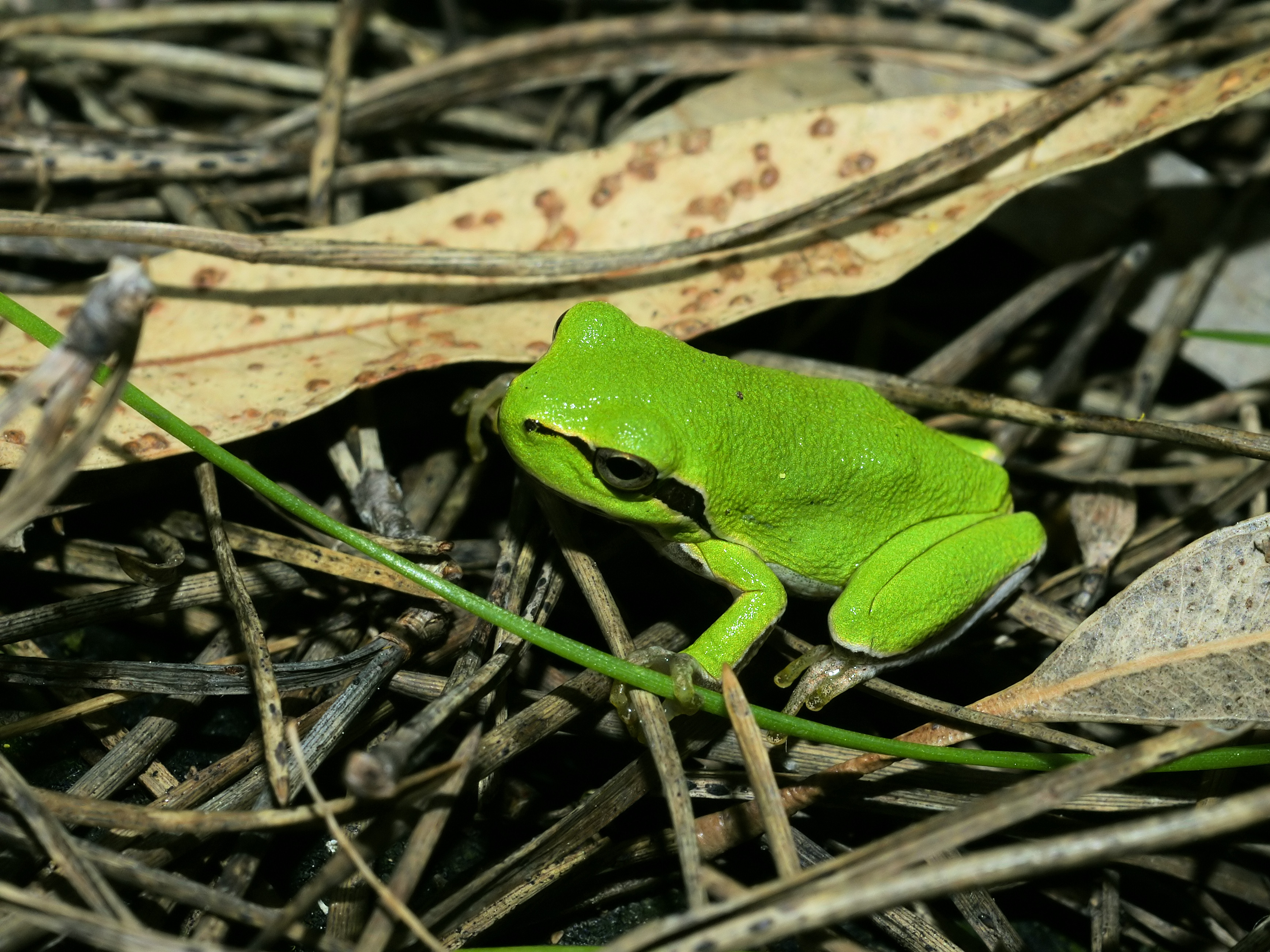
Райка сардинська серед трави

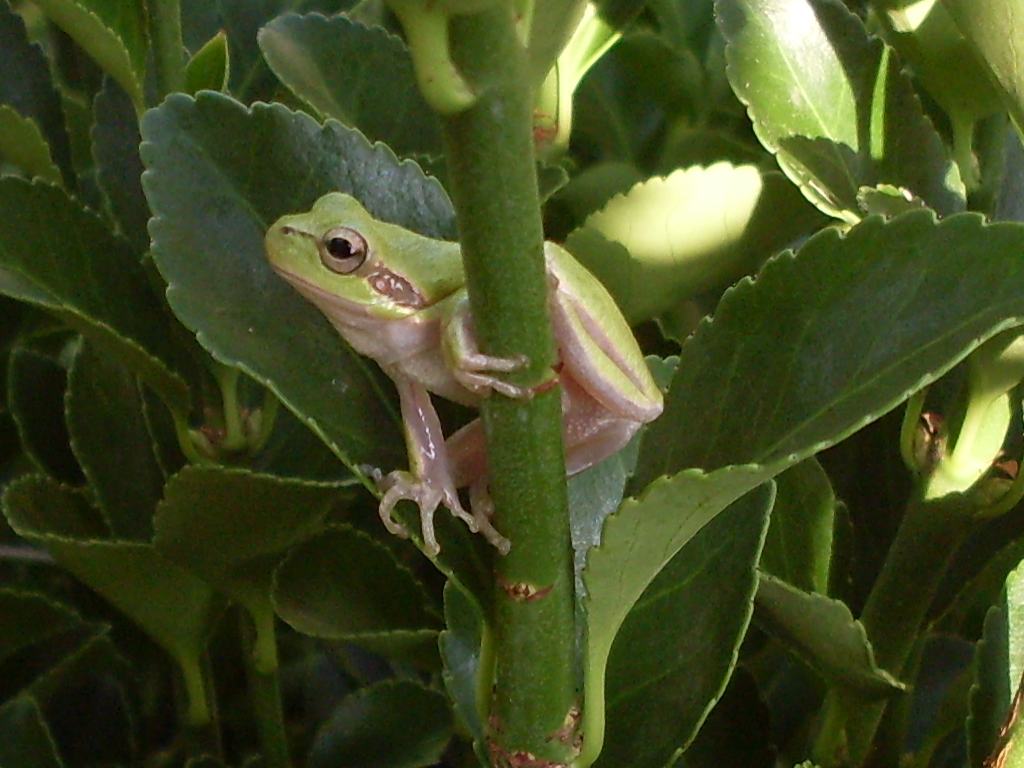
Серед прибережної рослинності

Забарвлення дуже мінливе й може швидко змінюватися залежно від оточення, погоди та фізіологічного стану амфібії. Темна бічна смужка часто розвинена слабо, в основному нечітка між ніздрями та оком, звичайно розпадається на плями посередині боків, особливо ззаду; характерна також відсутність гілки, що йде вгору біля задніх кінцівок. Колір варіюється в широких межах: загалом яскраво-зелений, але також може бути коричневим, оливковим, сірим або сіро-жовтим, часто з темнішими плямами на спині. Нижня сторона біла. Горло в самців коричневе або коричнево-жовтувате.

### Голос
Крик самця райки сардинської подібний до крику райки деревної і складається з досить швидкої серії високопронизливого, різкого металевого «каркання», окремі звуки якого поступово скорочуються. Голоси самців можна чути на відстані 1 км і навіть далі. Самці видають крики під час плавання або сидячи на кромці води, а також з високої прибережної рослинності.

## Поширення
Ендемік Тірренського регіону (Італія, Франція). Вид поширений на островах Середземного моря, зокрема на Корсиці, Сардинії, а також на більш-менш великих навколишніх островах, таких як Капрера, Маддалена, Сан-П'єтро і Кавалло. Ближче до материкової частини Італії, зустрічається в Тоскані (Архіпелаг на Ельбі і Капраї). Можливо, окремі популяції існують також на островах Спаргі, Сан-Стефано, Гвардінеллі та Санта-Марія.

## Місця проживання
У межах ареалу звичайний вид райок у ряді біотопів. Часто трапляється на рослинах, в ущелинах скель, біля ставків, басейнів, потоків з повільною або швидкою течією, в джерелах, криницях і басейнах. У населених пунктах райок можна знайти в садах і в тріщинах стін, якщо поруч є вода. Зазвичай вони приурочені до низовин, але здатні підніматись у гори навіть на понад 1700 м (Корсика).

## Особливості біології
Веде переважно нічний спосіб життя, але може бути активною вдень у вологих умовах або в період розмноження. Спекотні години дня райки проводять у тінистих місцях. Нічні переміщення можуть досягати 500 м. На рівнині активна цілий рік, у горах уходить на зимівлю з листопада.
У період розмноження шлюбні крики самців можна почути практично всюди на малих і середніх висотах. Райок можна знайти в межах 500 м від будь-якої водойми чи джерела. Розмноження в цілому відбувається з березня по липень. Для місць розмноження віддає перевагу природним джерелам і басейнам. Райка сардинська є відносно стійкою до спеки та терпимою до вищих концентрацій солі у своїх нерестових водоймах, ніж райка деревна та райка середземноморська. Молоді особини після метаморфозу з'являються з липня.

## Охорона
Стан більшості природних популяцій виду в межах ареалу залишається більш-менш стабільним. Саме тому він, згідно з Червоним списком МСОП, отримав охоронний статус «відносно благополучний вид». Але потенційна небезпека для цього виду полягає в його ізольованому острівному поширенні. Тому, райка сардинська занесена до Директиви Європейського Союзу 92/43/ЄС «Про збереження природних оселищ та видів природної фауни і флори» (Додаток IV. Види рослин і тварин, що становлять особливий інтерес для Європейського Союзу, які потребують суворих заходів охорони).

## Практичне значення
Шкірні залози райки сардинської здатні виробляти отруту, яка має бактерицидні властивості та захищає від хижаків. Але внаслідок слабкої токсичності шкірних виділень, реальної небезпеки для людини вони не становлять. Після «спілкування» із райкою лише потрібно не торкатися очей і носа та добре вимити руки з милом.
Райку сардинську як яскраво забарвлену і досить невибагливу амфібію часто відловлюють для утримання в неволі, розведення та перепродажу тераріумістам, що інколи призводить до значного скорочення чисельності місцевих популяцій.